# 精實案
精實案，正式名稱為中華民國國軍軍事組織及兵力調整規劃案，是中華民國政府在臺灣於1997年7月1日至2001年間所推動的裁軍法案，以「精簡高層、充實基層」為目標，故稱為精實案。這是由時任中華民國總統兼三軍統帥李登輝強力要求下，由時任中華民國參謀總長劉和謙上將與羅本立上將推動，交由中華民國國防部負責執行，後續推行精進案。在中華民國國軍歷次兵力與組織變革改動中，影響層面最廣，各界學者至今評價仍爭論不一。

## 歷史背景
西元1979年1月1日，美國政府正式宣布與中華民國政府斷交、同時與中華人民共和國政府正式建交。國際外交政治局勢出現變化，使中華民國政府的大陸政策與戰略思想，開始確定由反攻大陸的攻勢作戰為主轉變為以固守臺澎金馬地區的守勢防衛作戰為主。因此，規模龐大且裝備老舊的國軍部隊兵力遭到檢討，出身中華民國海軍的參謀總長宋長志上將開始推動一系列的國軍兵力整編與調動計畫。整編計畫規模較大者為「陸精專案」，於西元1978年開始規劃，西元1979年2月24日奉國防部《臺（六十八）昌映字第三四七號令》核定陸精專案改組整編，自1980年開始實施。至1989年間，計有陸精一至六號專案，以調整中華民國陸軍師級兵力結構為主。
1988年，時任總統蔣經國逝世、由時任中華民國副總統李登輝繼任總統後，決定排除軍中反對派聲浪（時任參謀總長郝柏村上將，出身陸軍），推行國軍兵力改革。1991年，總統李登輝找來海軍退役上將劉和謙擔任參謀總長。劉和謙先是正式提出了「十年兵力整建規劃」（精實案的前身）。後來又正式提出搬遷高司組織單位地址與整編合併相關組織單位的「中原專案」（後稱為「博愛專案」）。1993年，劉和謙再推出較溫和的「第二次十年兵力整建規劃」，然而國軍中高階軍官對於裁減將官員額的反彈聲浪相當大，以至於最後各項改革都只徒具形式，並在劉和謙卸任之後無疾而終。
1995年，出身陸軍的羅本立上將接任參謀總長。羅本立將劉和謙任內的兩規劃案合併修改，時程縮短，幅度縮小，提出新的規劃案，命名為「國軍軍事組織及兵力調整規劃案」，以「精簡高層，充實基層」為目標，因此常被稱為「精實案」。這個規劃案在送交中華民國立法院三讀通過後，於1997年7月1日正式實施執行。

## 詳細規劃

### 構想
1. 減併高層單位、簡化作業程序，提高行政效率。
2. 配合新的武器裝備，調整部隊結構與指揮層級，朝聯合作戰方向發展。
3. 貫徹「精簡高層、充實基層」政策。

### 預定期程
依據《立法院第二屆第二會期外交國防委員會第三次會議紀錄》所載，概分為三階段：
1. 1994-1996年：三軍編制合理化，提高基層員額編現比，以80%為目標。
2. 1997-1999年：調整幕僚體系，裁併功能重疊單位，配合武器採購調整。
3. 2000-2003年：簡併國防部參謀本部與三軍總部，轉移非軍事任務於部外單位，簡併軍事院校。

### 實施期程
依據《立法院第三屆第四會期外交國防委員會第八次會議紀錄》所載，概分為三階段：

#### 1997年7月1日-1998年6月30日
為「準備調適期」，不精簡員額，但採「離退不補原則」。
主要內容為： 
1. 適切人事管制，並以離退不補、輔導就業、獎勵疏退等方式，逐漸降低現員。
2. 完成相關作業準則制定與策頒，以利業務職掌調整與推展。

#### 1998年7月1日-1999年6月30日
為「組織簡併期」，各單位依照核定人數精簡1/3。
主要內容為：
1. 按計劃以漸進方式，逐步執行組織簡併及兵力結構調整。
2. 精簡人員在不影響個人權益下，配合相關政策法令辦理疏退。

#### 1999年7月1日-2001年6月30日
為「完成定編期」，全數達成核定目標。
主要內容為：
1. 達成精簡目標，國軍總兵力調降為四十萬。
2. 完成業務職掌調整，並依新訂作業準則運作。

## 評價
- 在檢討部隊存續時，受到三軍各軍種本位主義角力，與該單位歷年績效、上級額定裁減員數配置等因素的牽制，最後形成了妥協下的齊頭式裁軍，完全不按照單位的任務特性來考慮，使得國軍的戰力受到了很大的傷害。

- 由於員額一次刪減太大，造成義務役役男入營大塞車，出國、就業、升學等都有困擾，即使規劃了各項替代役仍引起不滿，所以將役男役期大幅縮短，以抒解壓力；但也由於役男役期太短，在未熟悉武器裝備訓練後便已退伍，於是之後又提出了募兵制，結果人事維持費依然居高不下。所以精實案後再推出了「精進案」與「精粹案」等裁軍計畫，以期壓低人事維持費。

## 相關官員的事後回憶
(以下均摘自：中華民國監察院《97年度專案調查研究報告——「國防部擬實施全募兵制對政府財政及國軍戰力之影響」專案調查研究案》，2008)
- 前中華民國行政院院長唐飛：「我服務期間，首要的工作目標，是希望把人員維持費壓低到50％以下，因為國防預算不夠，員額需求要不要這麼多、這麼大兵力在那裡？那時內部對於十年兵力整建精實案有抗拒，推動已經很不容易才往前推，十年兵力整建沒有成功，於是精實案針對那個抗拒的原因來調整，不僅僅是這個因素，希望把組織精減，把高層、作戰部隊以上的單位減化，還沒能想到大規模陸、海、空軍單位人數降低，沒有人敢談，只要精實案按原來計畫推動了，能達到原來目標。」「當時精實案，我覺得方向上有錯誤，第1個，當時的口號，要把高司單位冗員裁掉，我承認有冗員，但那時候冗員是將官太多，校官裡的中上校還差不多，少校、上尉以下是缺的，編制人員趕不上，特別是士官。」

- 前海軍總司令部參謀長蘭寧利中將：「國軍一向官士兵的配比是不合理的，官員太多，大家都說我們要裁.....我不知道他怎麼裁，他是三軍按比例來裁？可是國防部忘記了一件事情就是我剛剛講了，我們國家的官士兵配比不能參考先進國家，最大的理由是我們有政戰制度，政戰官科是沒有士兵只有軍官，政戰官科在精實案之前，軍官的員額占全國軍官員額的17％，僅次於步兵屬第二位，現在比例仍然是遠超過其他的官科，因此官士兵配比怎麼可能合理，這是事實。」

- 前中華民國國防部部長伍世文：「民國85年、86年劉總長的時候已經開始就要討論，那時候叫做「十年兵力規劃」，但是那次討論沒有很明確的結果，等到羅總長接了以後就推定精實計畫，……至於後來為什麼變成說要到20萬，這我就不太清楚了。」

- 前中華民國立法委員帥化民：「國防部的裁軍與他的募兵制剛好產生嚴格的對沖，國軍一共實施了2個精實案，第一個精實案是劉和謙先生，那時候精實案大部分精簡的是維持員額，……，那個時候就產生精實案的一個最不負責任的作法，今天我要把你這個單位砍掉，你一定會反彈，沒有哪個高興自己被裁掉，所以那個時候到現在就是大家苦難相當各裁10％、各裁20％，……，所以今天國軍的裁軍方式完全走錯了。」

- 前海軍艦隊司令部司令苗永慶上將：「沒有先例，我們國軍，為了員額縮減，做了十幾年，沒有一次做完，所以目前士氣不高有原因，大家不知道到底裁到何時？一批走了之後又要裁，當時初級、中級幹部，大家心慌慌。這幾十年都在搞員額，始終沒有很明確的目標，做完了又來，海空軍裁完現在又裁聯勤，影響士氣，很多反覆的事情。……國軍不是這樣搞，戰力都消耗了，這幾年編制始終沒有好的定見，大家沒有確定的目標，飛彈部隊變出去、明天又變回來。與聯勤一樣，各軍種的後勤都弄到聯勤。本來軍種後勤在我海軍，十艘船我保持不出來，我要負全責。現在後勤補給弄到聯勤，船修不出來，我要的配件你沒來，聯勤說你要申請等等的程序，他都沒有錯；我海軍戰力都減損了，我沒有負全責，作戰有功，拿不了獎章，也殺不了頭。」

- 前中山科學研究院院長沈方枰中將：「80年代，我在國軍弄十年兵力目標，那時從50萬到40萬，弄得我一身是傷，得罪了許多不能得罪的人。那時候50萬變40萬人還好變，因為役男沒有那麼多，50萬是空架子，每年實際人數40萬多一點，那時就為了幾個將官缺，吵得全軍鬧翻……。」

- 前參謀總長劉和謙上將：「十年兵力規劃，若有不周到的地方，影響不大；裁幾個將官，影響不大。沈方枰那時就有心理準備要被罵。」

## 外部連結
- 透视台军“精实案”-中国网 （页面存档备份，存于）（简体中文）